# Antonia: A Portrait of the Woman
Antonia: A Portrait of the Woman – amerykański film dokumentalny z 1974 roku.

## Wyróżnienia
| Rok wpisania | National Film Registry |
| ------------ | --- |
| 2003         | Lista filmów składających się na dziedzictwo kulturalne USA utworzona przez National Film Preservation Board i przechowywana w Bibliotece Kongresu Stanów Zjednoczonych |

## Nagrody i nominacje
| Nazwa nagrody | Wygrane            | Nominacje                                                                               |
| ------------- | ------------------ | --------------------------------------------------------------------------------------- |
| Oscar         | 1975 bez rezultatu | 1975 Najlepszy pełnometrażowy film dokumentalny Jill Godmilow Judy Collins (producenci) |